# Liste der Abgeordneten zum Kärntner Landtag (23. Gesetzgebungsperiode)
Diese Liste der Abgeordneten zum Kärntner Landtag (23. Gesetzgebungsperiode) listet alle Abgeordneten zum Kärntner Landtag in der 23. Gesetzgebungsperiode auf. Die Gesetzgebungsperiode dauerte von der konstituierenden Sitzung des Landtags am 19. März 1975 bis zur Angelobung des nachfolgenden Landtags in der 24. Gesetzgebungsperiode am 29. Oktober 1979.
Nach der Landtagswahl 1975 entfielen von den 36 Mandaten 20 Mandate auf die Sozialistische Partei Österreichs (SPÖ), deren Mandatszahl damit unverändert blieb und erneut die absolute Mehrheit erzielte. Ebenso konnte die Österreichische Volkspartei (ÖVP) ihre zwölf Mandate und die Freiheitliche Partei Österreichs (FPÖ) ihre vier Mandate halten.
Der Landtag wählte am 19. März 1975 die Landesregierung Wagner II.

## Funktionen

### Landtagspräsidenten
Die Ämter des Landtagspräsidenten und seiner beiden Stellvertreter wurde nach dem Wahlergebnis der Landtagswahl im Proporzsystem vergeben, wobei es das Amt des Ersten Landtagspräsidenten erneut Rudolf Tillian (SPÖ) übernahm. Neu im Amt waren hingegen Hans Schumi (ÖVP) als Zweiter Präsident und Josef Guttenbrunner (SPÖ) Dritter Präsident. Bei ihrer Wahl erhielten die drei Landtagspräsidenten lediglich die Unterstützung ihres jeweiligen Landtagsklubs, d. h. Tillian und Guttenbrunner erhielten 20 gültige von 36 abgegebenen Stimmen, Schumi konnte 12 gültige von 36 abgegebenen Stimmen auf sich vereinigen.

### Klubobleute
Die Abgeordneten der SPÖ bildeten nach der Landtagswahl den „Klub der Sozialistischen Landtagsabgeordneten Kärntens“ und wählten den bisherigen Obmannstellvertreter Wilhelm Sereinigg zum neuen Klubobmann, sowie Schantl Josef zu seinem Stellvertreter. Die Mandatare der ÖVP schlossen sich zum „Klub der ÖVP-Abgeordneten“ zusammen und bestimmten den bisherigen Obmannstellvertreter Alois Paulitsch zum Klubobmann. Seine Stellvertretung übernahm Herbert Tropper. Des Weiteren bildeten die FPÖ-Abgeordneten den „Klub der freiheitlichen Abgeordneten im Kärntner Landtag, wobei der Freiheitlichen Partei ÖSterreichs im Kärntner Landtag“. Sie wählten Erich Silla zum neuen Klubobmann, Hans Wank wurde erneut zum Klubobmann-Stellvertreter bestimmt.

### Landtagsabgeordnete
| Name                      | Fraktion | Anmerkungen                                                           |
| ------------------------- | -------- | --------------------------------------------------------------------- |
| Bacher Herbert            | ÖVP      | Mandatsniederlegung nach Wahl in die Landesregierung am 19. März 1975 |
| Baurecht Karl             | ÖVP      |                                                                       |
| Behmer Dieter             | SPÖ      | in der ersten Landtagssitzung für Erwin Frühbauer angelobt            |
| Ferrari-Brunnenfeld Mario | FPÖ      |                                                                       |
| Frey Herbert              | ÖVP      | in der ersten Landtagssitzung für Herbert Bacher angelobt             |
| Frühbauer Erwin           | SPÖ      | Mandatsniederlegung nach Wahl in die Landesregierung am 19. März 1975 |
| Gallob Rudolf             | SPÖ      | Mandatsniederlegung nach Wahl in die Landesregierung am 19. März 1975 |
| Gasser Hans               | ÖVP      | in der ersten Landtagssitzung für Gerhard Koppensteiner angelobt      |
| Guggenberger Leopold      | ÖVP      | bis 10. Mai 1979                                                      |
| Guttenbrunner Josef       | SPÖ      |                                                                       |
| Hausenblas Gerhard        | SPÖ      |                                                                       |
| Huß Gerhard               | ÖVP      |                                                                       |
| Jamnig Franz              | SPÖ      |                                                                       |
| Knafl Stefan              | ÖVP      | Mandatsniederlegung nach Wahl in die Landesregierung am 19. März 1975 |
| Koffler Karl              | ÖVP      |                                                                       |
| Kofler Otto               | SPÖ      |                                                                       |
| Koppensteiner Gerhard     | ÖVP      | Mandatsverzicht am 19. März 1979 nach Wahl in den Bundesrat           |
| Kores Rudolf              | SPÖ      |                                                                       |
| Koschat Josef             | SPÖ      | in der ersten Landtagssitzung für Leopold Wagner angelobt             |
| Lubas Josef               | SPÖ      |                                                                       |
| Manessinger Konrad        | SPÖ      | in der ersten Landtagssitzung für Hans Schober angelobt               |
| Mischitz Gertrude         | SPÖ      | in der ersten Landtagssitzung für Rudolf Gallob angelobt              |
| Mölschl Josef             | ÖVP      |                                                                       |
| Moik Hannes               | ÖVP      | in der ersten Landtagssitzung für Stefan Knafl angelobt               |
| Oitzl Johann              | SPÖ      |                                                                       |
| Oman Franz                | SPÖ      |                                                                       |
| Paska Erwein              | SPÖ      |                                                                       |
| Paulitsch Alois           | ÖVP      | bis 31. Mai 1979                                                      |
| Poleßnig Josef            | SPÖ      | in der ersten Landtagssitzung für Franz Tratter angelobt              |
| Polster Hubert            | ÖVP      | ab 18. Mai 1979 für Leopold Guggenberger                              |
| Rainer Kurt               | FPÖ      |                                                                       |
| Schantl Josef             | SPÖ      |                                                                       |
| Schober Hans              | SPÖ      | Mandatsniederlegung nach Wahl in die Landesregierung am 19. März 1975 |
| Schön Relinda             | ÖVP      | ab 18. Juni 1979 für Alois Paulitsch                                  |
| Schumi Hans               | ÖVP      |                                                                       |
| Sereinigg Wilhelm         | SPÖ      |                                                                       |
| Silla Erich               | FPÖ      |                                                                       |
| Stecher Ernst             | SPÖ      |                                                                       |
| Thaler Franz              | FPÖ      | in der ersten Landtagssitzung für Mario Ferrari-Brunnenfeld angelobt  |
| Tratter Franz             | SPÖ      | Mandatsverzicht am 19. März 1979 nach Wahl in den Bundesrat           |
| Thullmann Dorothea        | SPÖ      |                                                                       |
| Tillian Rudolf            | SPÖ      |                                                                       |
| Tropper Herbert           | ÖVP      |                                                                       |
| Uster Leopold             | ÖVP      |                                                                       |
| Wagner Leopold            | SPÖ      | Mandatsniederlegung nach Wahl in die Landesregierung am 19. März 1975 |
| Wank Hans                 | FPÖ      |                                                                       |
| Wulz Karl                 | SPÖ      |                                                                       |

## Landtagsausschüsse
In der konstituierenden Sitzung des Landtags bildeten die Abgeordneten insgesamt zehn Ausschüsse, die jeweils mit vier Vertretern der SPÖ, zwei Vertretern der ÖVP und einem Vertreter der FPÖ besetzt.
Die zehn Ausschüsse waren:
- der „Rechts- und Verfassungsausschuß“
- der „Finanzausschuß“
- der „Bauausschuß“
- der „Land- und Forstwirtschaftsausschuß“
- der „Schul- und kommunalpolitischer Ausschuß“
- der „Sozialpolitischer Ausschuß“
- der „Ausschuß für gewerbliche Wirtschaft“
- der „Minderheitenausschuß“
- der „Kontrollausschuß“
- und der „Strukturpolitischer Ausschuß“